# Панама на Светском првенству у атлетици на отвореном 2015.
Панама је учествовала на Светском првенству у атлетици на отвореном 2015. одржаном у Пекингу од 22. до 30. августа петнаести пут, односно учествовала је на свим првенствима до данас. Репрезентацију Панаме представљала су 3 такмичара (1 мушкарац и 2 жене) који су се такмичили у 3 дисциплине (1 мушка и 2 женске).,
На овом првенству Панама није освојила ниједну медаљу, али је остварен један најбољи резултат сезоне. У табели успешности према броју и пласману такмичара који су учествовали у финалним такмичењима (првих 8 такмичара) Панама је са 1 учесником у финалу делила 53 место са освојених 5 бодова.
| Плас. | Земља  | 1. место | 2. место | 3. место | 4. место | 5. место | 6. место | 7. место | 8. место | Бр. финал. | Бод. |
| ----- | ------ | -------- | -------- | -------- | -------- | -------- | -------- | -------- | -------- | ---------- | ---- |
| =53.  | Панама | 0        | 0        | 0        | 1        | 0        | 0        | 0        | 0        | 2          | 6    |

## Учесници
| Мушкарци : - Алонсо Едвард — 200 м | Жене: - Ивет Луис — 100 м препоне - Роланда Бел — 3.000 м препреке |  |

## Резултати

### Мушкарци
| Атлетичар     | Дисциплина | Лични рекорд        | Квалификације | Квалификације | Полуфинале | Полуфинале | Финале    | Финале      | Детаљи |
| Атлетичар     | Дисциплина | Лични рекорд        | Резултат      | Место         | Резултат   | Место      | Резултат  | Место       | Детаљи |
| ------------- | ---------- | ------------------- | ------------- | ------------- | ---------- | ---------- | --------- | ----------- | ------ |
| Алонсо Едвард | 200 м      | 19,81 (-0.3 м/с) НР | 20,11 КВ      | 1. у гр 2     | 20,02 КВ   | 2. у гр 2  | 19,87 ЛРС | 4 / 54 (60) |        |

### Жене
| Атлетичарка | Дисциплина       | Лични рекорд | Квалификације | Квалификације | Полуфинале            | Полуфинале            | Финале                | Финале       | Детаљи |
| Атлетичарка | Дисциплина       | Лични рекорд | Резултат      | Место         | Резултат              | Место                 | Резултат              | Место        | Детаљи |
| ----------- | ---------------- | ------------ | ------------- | ------------- | --------------------- | --------------------- | --------------------- | ------------ | ------ |
| Ивет Луис   | 100 м препоне    | 12,67 НР     | 14,12         | 7. у гр 4     | Није се квалификовала | Није се квалификовала | Није се квалификовала | 36 / 37      |        |
| Роланда Бел | 3.000 м препреке | 9:47,16 НР   | 10:33,78      | 15. у гр 3    |                       |                       | Није се квалификовала | 42 / 43 (45) |        |